# 紫罗兰胸蜂鸟
紫罗兰胸蜂鸟（学名：Sternoclyta cyanopectus），是雨燕目蜂鸟科宝石蜂鸟族的一种鸟类。

## 分类
紫罗兰胸蜂鸟是紫罗兰胸蜂鸟属的唯一一种，模式标本产自委内瑞拉。另有学者建议将其移入大蜂鸟属，但没有得到广泛认可，该物种是单型物种，没有亚种分化。

## 特征
紫罗兰胸蜂鸟體长11.4至13厘米，雄性体重7至9.4克，雌性体重4至10.3克，翼长约69.8毫米，嘴峰长约34毫米，喙宽度约3.5毫米，喙厚度约2.9毫米，跗蹠长约5.8毫米，尾长约46毫米。
两性的喙均为黑色且弯曲，雄性的喙更长，眼后有一个明显的白点。成年雄性体上部为带光泽的草绿色，喉部呈翠绿色，胸部为闪亮的紫罗兰色，体下部呈浅灰色，两侧带黄绿色。尾部为青铜色，外侧的尾羽尖端带白色。成年雌性和未成年雄性整体也与成年雄性类似，但没有胸部不呈紫罗兰色，腹部中央呈红色。

## 行为及生态
紫罗兰胸蜂鸟在其分布区内为留鸟。其主要食物来源是植物的花蜜。
紫罗兰胸蜂鸟一般在森林中茂密黑暗的地方觅食，极少出现在树冠层，在植物同步大量开花时不与其他蜂鸟混群，但该物种也会从鸟类喂食器中取食，食物来源包括蝎尾蕉属等。
紫罗兰胸蜂鸟在委内瑞拉西北部繁殖于3至7月，但在委内瑞拉中北部繁殖于11至12月，巢为杯状，筑巢于距地面1.9米的藤本植物和蕨类植物的枝桠上，内层为柔软的植物材料，可能是木棉科植物的纤维，外层饰以苔藓、桫椤属植物的鳞片、蜘蛛网和地衣等。内径约32毫米，外径约49毫米，高58毫米，深19毫米。有时以旧巢为基础重建；筑巢期未知，但一直不断添加巢材直至孵卵期后期。卵白色，每窝2个，平均重量约0.95克，通常隔日（偶尔连续）产卵。孵化由雌性进行，平均历经20.4天。捕食是繁殖失败的主要原因，占40%，另有16%因天气、弃巢或未知原因而损失。

## 生境及分布
紫罗兰胸蜂鸟分布于委内瑞拉西部的安第斯山脉至米兰达州的沿海地区。它主要栖息在潮湿的亚热带森林和林地中，部分栖息在山体滑坡和枯死的树木倒塌处。它也出现在成熟的次生林和咖啡种植园中，有时也会在热带雨林及云雾森林中活动。它活跃于海拔700至2000米不等的区域，偶尔出现在海平面至700米以下的范围。